# Xã Raymond, Quận Stearns, Minnesota
Xã Raymond (tiếng Anh: Raymond Township) là một xã thuộc quận Stearns, tiểu bang Minnesota, Hoa Kỳ. Năm 2010, dân số của xã này là 259 người.